# Bufonaria rana
Bufonaria rana is een slakkensoort uit de familie Bursidae. De wetenschappelijke naam werd gepubliceerd in 1758 door Carl Linnaeus in de tiende editie van Systema naturae.